# Horizonte (1968-1971)
Horizonte fue una revista de periodicidad bimestral, publicada por la editorial española Plaza y Janés de Barcelona entre 1968 y 1971. Tenía un atípico tamaño de 17.5 x 20 cm. y tapa en cartoné bicolor. Fue dirigida por el famoso autor, traductor, submarinista e investigador español del fenómeno ovni, Antonio Ribera (1920-2001).

## Origen
El origen de "Horizonte" hay que buscarlo en  la revista francesa Planète, representativa del llamado "Realismo fantástico", movimiento creado por los autores franceses Louis Pauwels y Jacques Bergier en su obra El retorno de los brujos.
El éxito alcanzado en Francia propició la aparición de revistas similares en Italia, Brasil, y una en Argentina (cuyo título era la traducción literal del francés "Planeta"), anterior a la española y más longeva.
A pesar de las lujosas características de la publicación, y el apoyo prestado por la editorial, con traducciones de los artículos franceses y material original (llegando incluso a publicar relatos de Jorge Luis Borges), la revista no alcanzó el éxito esperado y se suspendió su publicación tras solo 16 números.